# Ogyen Trinley Dorje
Ogyen Trinley Dorje, även kallad Urgyen Trinley Dorje, är en tibetansk lama som gör anspråk på att vara den 17:e inkarnationen av Karmapa i Karma-Kagyü-skolan inom den tibetanska buddhismen.
Sedan den 16:e karmapa hade avlidit 1981 har två rivaliserande inkarnationer av Karmapa identifierats, vilket lett till en djup schism inom Karma-Kagyü. Den fjortonde Dalai Lama och Folkrepubliken Kinas myndigheter har erkänt Ogyen Trinley Dorje, medan Shamarpa, den andra högste laman inom Karma-Kagyü, erkänner Trinley Thaye Dorje som den 17:e karmapa.
Ogyen Trinley Dorje installerades som Karmapa och överhuvud över Karma-Kagyü i Tsurphuklostret med de kinesiska myndigheternas godkännande. Vid fjorton års ålder smugglades Ogyen Trinley Dorje dock ut ur Tibet och anlände till den tibetanska exilregeringens högkvarter i Dharamsala i januari 2000.
Ogyen Trinley Dorje har lanserats som en möjlig samlande gestalt för den tibetanska exilrörelsen efter den fjortonde Dalai Lama